# Sachin Dev Burman
Sachin Dev Burman (häufig nur S. D. Burman; bengalisch: শচীন দেব বর্মণ Śacīn Dev Barmaṇ; * 1. Oktober 1906 in Kumilla, Bangladesch; †  31. Oktober 1975 in Mumbai) war ein indischer Komponist des Hindi-Films.

## Leben
Burman war einer der angesehensten und erfolgreichsten Komponisten für Hindi-Filme. Seine Kompositionen wurden vor allem von Persönlichkeiten wie Lata Mangeshkar, Mohammed Rafi, Geeta Dutt, Manna Dey, Kishore Kumar, Hemant Kumar, Asha Bhosle, Shamshad Begum, Mukesh und Talat Mahmood gesungen. Er begann seine musikalische Karriere in Bengal als Sänger von Folk und klassischer Musik und komponierte auch Musik fürs Radio.

## Filmografie (Auswahl)
- 1951: Baazi
- 1952: Jaal
- 1953: Jeewan Jyoti
- 1954: Taxi Driver
- 1955: Devdas
- 1957: Pyaasa
- 1957: Paying Guest
- 1958: Chalti Ka Naam Gaadi
- 1959: Sujata
- 1959: Kaagaz Ke Phool
- 1963: Bandini
- 1963: Tere Ghar Ke Samne
- 1965: Guide
- 1967: Jewel Thief
- 1971: Amar Prem
- 1973: Phagun
- 1975: Mili

## Auszeichnungen
- National Film Award als bester Playbacksänger
  - 1969 für Safal Hogi Teri Aradhana aus dem Film Aradhana

- National Film Award als beste Musik
  - 1972 für den Film Zindagi Zindagi

- Filmfare Awards als beste Musik
  - 1955 für den Film Taxi Driver
  - 1974 für den Film Abhimaan